# Ludan
Ludan – imię męskie pochodzenia celtyckiego, oznaczające "przeznaczony Ludowi" (imię jednego z największych bogów galijskich). Jego patronem jest św. Ludan pielgrzym.
Ludan imieniny obchodzi 12 lutego i 16 lutego.